# William Dickson (malvinense)
William Dickson (Dublín, Irlanda, -  Puerto Soledad, Islas Malvinas, 26 de agosto de 1833) fue un colono de origen irlandés en Puerto Soledad (o Port Louis) en la isla Soledad durante un momento crucial de la historia, después de la ocupación británica de las Malvinas (que expulsa a los argentinos) y que conduce a una serie de disturbios y caos que culminan con una sublevación por parte de colonos gauchos y asesinatos. Hacia ese entonces ejercía como responsable de almacenes.

## Situación hacia 1833
Entre fines de 1832 y enero de 1833, los británicos al bordo del HMS Clio izan su bandera y obligan a los administradores y militares argentinos a retirarse de las islas, forzando a la población local a ser embarcada y expulsada. Unos meses más tarde, crecía el descontento entre los criollos, en su mayoría gauchos y charrúas. Se les había prohibido viajar a Buenos Aires, y el capataz Jean Simon y Matthew Brisbane con la excusa de la ocupación británica, intentaba extenderles las ya pesadas tareas campestres, entre otros excesos de autoridad. Además seguían recibiendo por toda paga los vales que no eran ya aceptados por el nuevo responsable de almacenes, William Dickson, quien además se encargaba de izar la bandera británica.

### Asesinato
En desacuerdo con la nueva situación, un grupo de ocho rioplatenses se sublevó el 26 de agosto de 1833 bajo el liderazgo del gaucho entrerriano Antonio Rivero (apodado Antook por los ingleses). Ellos eran: Juan Brasido, José María Luna, Luciano Flores, Manuel Godoy, Felipe Salazar, Manuel González y Pascual Latorre.
Estos rebeldes estaban armados con facones, espadas, pistolas, boleadoras y viejos mosquetes, en contraste con las pistolas y fusiles con los que contaban sus oponentes británicos. Tras una serie de breves ataques contra individuos de la colonia de Vernet los gauchos llegan a puerto soledad a controlar la situación, tras enfrentamientos fueron muertos Brisbane, Dickson, Simon, Ventura Pasos y Antonio Vehingar, los rebeldes tomaron la casa de la comandancia. Impidieron el izado de la bandera británica durante los siguientes cinco meses. tras combatir a los británicos proceden al izado el pabellón argentino.